# Shohei Baba
Shohei Baba (Baba Shōhei, 23 de Janeiro de 1938 — 31 de Janeiro de 1999) foi um lutador de Wrestling profissional e co-fundador da All Japan Pro Wrestling. Ele também era conhecido como Giant Baba. Baba, junto com Antonio Inoki, se tornou um dos lutadores de wrestling mais famosos de sua era, com uma popularidade comparada a de Hulk Hogan na América. Ele também foi 3 vezes campeão da NWA.

## No wrestling
- Finishers e ataques secundários
  - Coconut Crush
  - Running neckbreacker
  - Big boot
  - DDT
  - Dropkick
  - Overhead chop
  - Russian legsweep

- Alcunhas
  - "The Giant of The East"

## Campeonatos e prêmios
- All Japan Pro Wrestling
  - AJPW All Asia Heavyweight Championship (1 vezes)
  - NWA International Tag Team Championship (6 vezes) - com Jumbo Tsuruta
  - NWA World Heavyweight Championship (3 vezes)
  - PWF World Heavyweight Championship (4 vezes)
  - Champion's Carnival (1973, 1974, 1975, 1977, 1978, 1981, 1982)
  - World's Strongest Tag Team League (1978, 1980) – com Jumbo Tsuruta
- Japan Wrestling Association
  - NWA International Heavyweight Championship (3 vezes)
  - NWA International Tag Team Championship (6 vezes) - com Michiaki Yoshimura (1), Antonio Inoki (4) e Seiji Sakaguchi (1)
- NWA Detroit
  - NWA World Tag Team Championship (versão de Detroit) (1 vez) - com Jumbo Tsuruta
- Pro Wrestling Illustrated
  - PWI classificou Shohei em 10º lugar na tag dos 100 melhores times durante os PWI Years - com Jumbo Tsuruta em 2003
- Professional Wrestling Hall of Fame and Museum
  - Classe de 2008
- Wrestling Observer Newsletter awards
  - 5 Star Match (1994) com Mitsuharu Misawa e Kenta Kobashi vs. Masanobu Fuchi, Akira Taue, and Toshiaki Kawada em 13 de Fevereiro
  - Best Booker (1989-1991)
  - Patrocinador do ano (1990-1994)
  - Worst Tag Team (1990, 1991) André the Giant
  - Wrestling Observer Newsletter Hall of Fame (Classe de 1996)